# Centrocerum elegans
Centrocerum elegans är en skalbaggsart som först beskrevs av Louis Alexandre Auguste Chevrolat 1861.  Centrocerum elegans ingår i släktet Centrocerum och familjen långhorningar.
Artens utbredningsområde är Paraguay. Inga underarter finns listade.